# Die Geschenke des kleinen Volkes

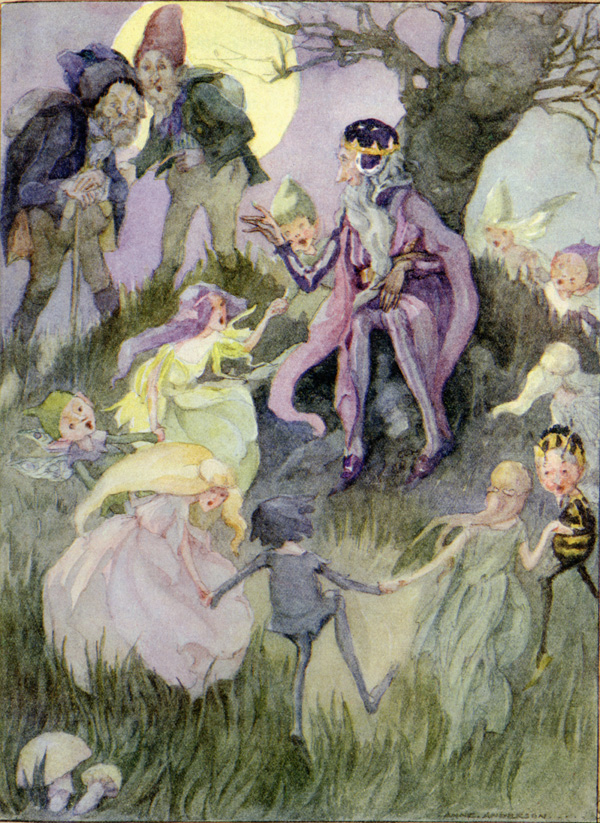
Illustration von Anne Anderson (1922)

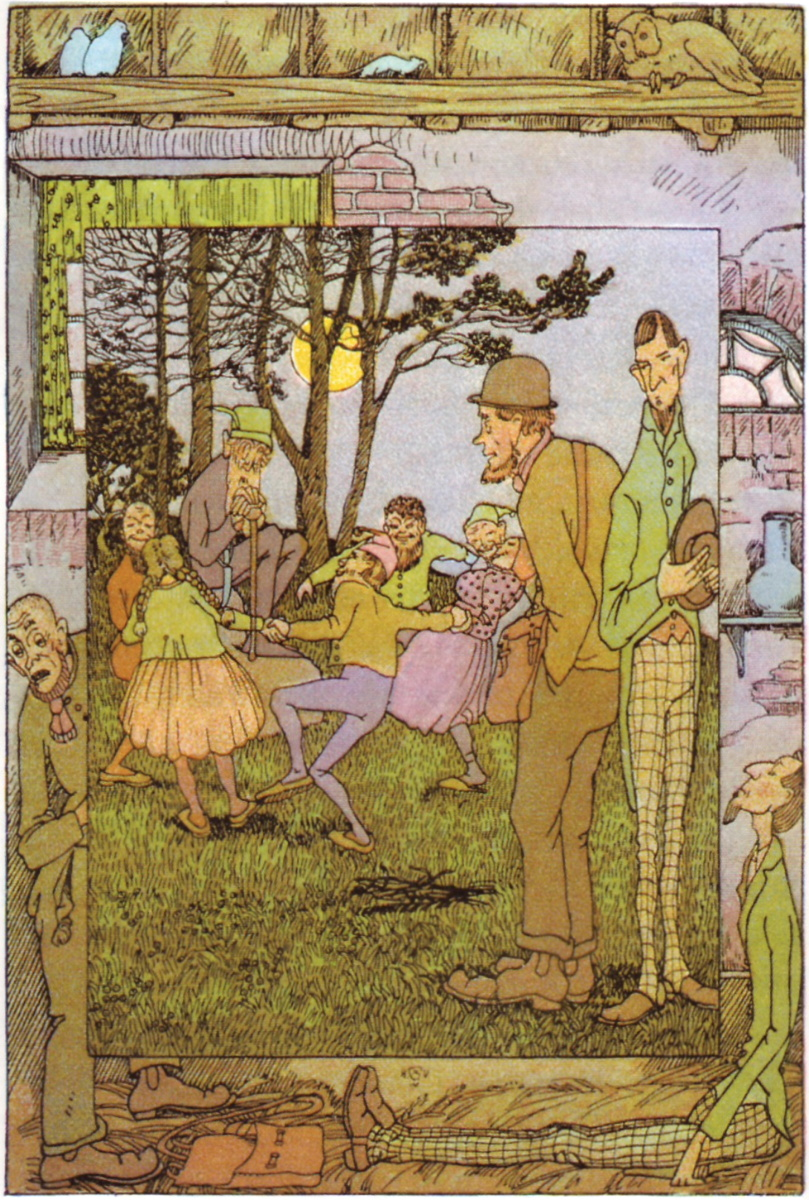
Illustration von Heinrich Vogeler

Die Geschenke des kleinen Volkes ist ein Märchen (ATU 503). Es steht in den Kinder- und Hausmärchen der Brüder Grimm ab der 6. Auflage von 1850 an Stelle 182 (KHM 182) und basiert auf Emil Sommers Der Berggeister Geschenke in Sagen, Märchen und Gebräuche aus Sachsen und Thüringen von 1846.

## Inhalt
Ein Schneider und ein buckliger Goldschmied begegnen im Mondschein kleinen, singenden Leuten, mit denen sie tanzen. Das Oberhaupt, ein Alter mit eisgrauem Bart, schert ihnen das Haar und schenkt ihnen je einen Haufen Kohlen, die sich über Nacht in Gold verwandeln. Der Goldschmied, der schon zuerst der furchtlosere war, geht noch einmal mit großen Taschen hin. Doch diesmal wird sein Gold wieder zu Kohle, auch das Haar wächst nicht wieder nach und er hat zwei Buckel, einen vorn und einen hinten. Der Schneider teilt mit ihm.

## Herkunft
Das Zaubermärchen mit Motiven der Sage ersetzte bei Grimm Die Erbsenprobe aus der 5. Auflage als Nr. 182. Sommers Vorlage Der Berggeister Geschenke. Mündlich aus Halle ist in der Handlung identisch, doch v. a. in der zweiten Hälfte etwas ausführlicher. Dafür fehlt die charakterisierende Rede des Schneiders, er heirate jetzt seinen „‚angenehmen Gegenstand‘ (wie er seine Liebste nannte)“. Dies entspricht der Charakterisierung anderer Schneider in Grimms Märchen. Ihre Anmerkung nennt zum Scheren der Haare Johann Karl August Musäus’ Märchen Stumme Liebe und erklärt die Entstellung des Geizigen als typische Strafe erzürnter Elfen, wie in Grimms Irische Elfenmärchen Nr. 3 Fingerhütchen und „einer Erzählung aus der Bretagne (bei Souvestre S. 180)“. In einer Handschrift aus Grimms Nachlass erhalten zwei Mädchen für Dienst auf der Kindstaufe einer Kröte eine Schürze voll Kohlen, die zu Gold werden.
Die Geschichte ist so ähnlich v. a. in Westeuropa bekannt. Essentieller für die Handlungsstruktur als die ambivalente Charakterbewertung der Missgestalt (in Europa meist ein Buckel) ist indes die missglückte Nachahmung, die auch in anderen Erzähltypen auftaucht. Vgl. KHM 13, 24, 29, 87, 89, 135, 142, 147, 165, 201, Musäus‘ Ulrich mit dem Bühel.